# Chiesa di San Michele a Figliano
La chiesa di San Michele a Figliano si trova nel comune di Borgo San Lorenzo, nei pressi di Ronta. 

## Storia e descrizione
Essa risale al XVIII secolo, ma è una ricostruzione di un'altra molto antica che era situata vicino al Camposanto.
Questa chiesa più antica, che si chiamava anch'essa San Michele a Figliano, nel 1339 era aggregata alla chiesa di San Giovanni Evangelista; nel 1308 era annessa alla chiesa di San Bartolomeo a Mirabello e nel 1419 alla chiesa di San Martino a Figliano. Secondo le testimonianze di padre Lino Chini, tra il 1865 e il 1870, Pietro Alessio Chini dipinse nella chiesa un affresco con San Michele e i quattro evangelisti. Di questi dipinti, però, la chiesa non conserva tracce. In compenso alcune opere della stessa famiglia, risalenti a due generazioni dopo l'opera di Pietro Alessio Chini, possono essere rintracciate nell'edificio.
Vicino alla chiesa di San Michele a Figliano c'è una Madonna con Bambino entro un tabernacolo, attribuito sia alla Scuola giottesca che al Perugino.

### Interno
Nella chiesa, inoltre, si trova un fonte battesimale in ceramica a lustro metallico con una decorazione a rilievo, che riprende la forma delle fioriere su fusto prodotte  tra il 1920 e il 1923 dalle Fornaci San Lorenzo per le Terme Berzieri di Salsomaggiore.
Ancora negli interni della chiesa, sull'altare laterale destro, va segnalata un'immagine della Madonna in gesso custodita dietro una teca e circondata da un pannello composto da piastrelle di ceramica a motivi geometrici.